# Principe d'exclusion de Pauli
En 1925, Wolfgang Pauli proposa un principe selon lequel les électrons appartenant à un même système ne peuvent pas se trouver simultanément dans le même état quantique. Par la suite, ce principe est généralisé à tout fermion ou particule de spin demi-entier. Les fermions comprennent des particules élémentaires telles que l'électron, le neutrino et les quarks, ainsi que des particules composées telles que les protons, les neutrons et certains noyaux atomiques et atomes.
Ce principe devint ensuite un théorème de la mécanique quantique relativiste, élaborée par Paul Dirac en 1930 : les particules de spin demi-entier sont des fermions et elles obéissent à la statistique de Fermi-Dirac, donc au principe d'exclusion de Pauli.

## Introduction
Le principe d'exclusion de Pauli décrit le comportement de tous les fermions (particules à spin demi-entier), tandis que les bosons (particules à spin entier) sont soumis à d'autres principes. Les fermions comprennent les particules élémentaires telles que les quarks, les électrons et les neutrinos.
Les fermions peuvent être composites, comme les baryons tels que les protons et les neutrons (particules subatomiques composées de trois quarks). Il faut que le spin global soit demi-entier, et que le composite comporte donc un nombre impair de fermions élémentaires. Ainsi, les atomes peuvent avoir un spin global différent, qui détermine s'il s'agit de fermions ou de bosons : par exemple, l'hélium-3 a un spin 1/2 et est donc un fermion, contrairement à l'hélium-4, qui a un spin 0 et est un boson:123–125.
En tant que tel, le principe d'exclusion de Pauli sous-tend de nombreuses propriétés de la matière quotidienne, de sa stabilité à grande échelle au comportement chimique des atomes.
L'expression « spin demi-entier » signifie que la valeur intrinsèque du moment cinétique des fermions est {\displaystyle \hbar =h/2\pi } (constante de Planck réduite) fois un demi-entier (1/2, 3/2, 5/2, etc.). Dans la théorie de la mécanique quantique, les fermions sont décrits par des états antisymétriques. En revanche, les particules à spin entier (appelées bosons) ont des fonctions d'onde symétriques ; contrairement aux fermions, ils peuvent partager les mêmes états quantiques. Les bosons comprennent le photon, les paires de Cooper responsables de la supraconductivité et les bosons W et Z.

## Histoire
Au début du XXe siècle, il est devenu évident que les atomes et les molécules avec un nombre pair d'électrons sont plus stables chimiquement que ceux avec un nombre impair. Dans l'article The Atom and the Molecule (1916) de Gilbert N. Lewis, par exemple, le troisième de ses six postulats de comportement chimique déclare que l'atome a tendance à contenir un nombre pair d'électrons dans une couche donnée, et surtout à retenir huit électrons, que l'on pense généralement disposés symétriquement aux huit coins d'un cube. En 1919, le chimiste Irving Langmuir a suggéré que le tableau périodique pourrait être expliqué si les électrons d'un atome étaient connectés ou regroupés d'une manière ou d'une autre. On pensait que des groupes d'électrons occupaient un ensemble de couches d'électrons autour du noyau. En 1922, Niels Bohr a mis à jour son modèle de l'atome en supposant qu'un certain nombre d'électrons (par exemple 2, 8 et 18) correspondaient à des « coquilles fermées » stables:203.
Pauli a cherché une explication à ces chiffres, qui n'étaient d'abord qu'empiriques. En même temps, il tentait d'expliquer les résultats expérimentaux de l'effet Zeeman en spectroscopie atomique et en ferromagnétisme. Il a trouvé un indice essentiel dans un article de 1924 d'Edmund C. Stoner (en), qui soulignait que, pour une valeur donnée du nombre quantique principal (n), le nombre de niveaux d'énergie d'un seul électron dans le spectre des métaux alcalins dans un champ magnétique, où tous les niveaux d'énergie dégénérés sont séparés, est égal au nombre d'électrons dans la couche fermée des gaz rares pour la même valeur de n. Cela a conduit Pauli à réaliser que les nombres d'électrons dans des couches fermées peuvent être réduits à la simple règle d'un électron par état si les états des électrons sont définis à l'aide de quatre nombres quantiques. À cette fin, il a introduit un nouveau nombre quantique à deux valeurs, identifié par Samuel Goudsmit et George Uhlenbeck comme spin électronique,.

## Énoncé en mécanique quantique: atomes
L'état quantique d'une particule est défini par des « nombres quantiques ». Le principe d'exclusion interdit à tout fermion appartenant à un système de fermions d'avoir exactement les mêmes nombres quantiques qu'un autre fermion du système.
Par exemple, dans l'atome, les électrons sont caractérisés par quatre nombres (principal, azimutal, magnétique et magnétique de spin) correspondant aux lettres n, l, ml et ms : si un électron présente la combinaison (1, 0, 0, ½), il est nécessairement le seul qui possède cet ensemble exact des nombres quantiques.
Cela limite donc le nombre d'électrons par couche : dans la première couche caractérisée par n = 1, (l = 0, donc ml = 0), il n'y a que deux  possibilités, correspondant aux états ms = ±½. Cette couche ne peut donc accepter que deux électrons.
De même, dans la seconde couche caractérisée par n = 2, l vaut 0 ou 1 :
- pour l = 0, ml = 0 ;
- pour l = 1, ml = -1, 0 ou 1 ;

on a alors 4 possibilités et pour chacune, ms = ±½, donc la seconde couche peut accepter huit électrons (deux pour l = 0 et six pour l = 1); et ainsi de suite.
La n-ième couche accepte 2n2 électrons. En appliquant la formule, la couche 3 compte au maximum 18 électrons.

## Dérivation des principes de la mécanique quantique
Lorsque Pauli a proposé le principe d'exclusion (1925), les principes fondamentaux de la mécanique quantique n'étaient pas encore bien établis. En fait, il apparait que le principe d'exclusion n'est pas un principe fondamental et qu'il peut  se dériver des principes fondamentaux de la mécanique quantique.
Voici une dérivation du principe d'exclusion de Pauli :
Soit un hamiltonien total, représentant l'état de 2 particules (l'extension à N particules est immédiate) : {\displaystyle {\hat {H}}(p_{1},p_{2})}.
Si {\displaystyle p_{1}} et {\displaystyle p_{2}} sont deux particules indiscernables, alors {\displaystyle {\hat {H}}(p_{1},p_{2})={\hat {H}}(p_{2},p_{1})}. On dit alors que le hamiltonien est invariant par permutation, et si l'on considère {\displaystyle {\hat {P}}_{12}} qui est l'opérateur de permutation de la particule {\displaystyle p_{1}} et {\displaystyle p_{2}}, alors le commutateur de ces deux opérateurs est nul : {\displaystyle [{\hat {H}},{\hat {P}}_{12}]=0}.
Le commutateur étant nul, il est possible de trouver une base dans laquelle ces deux opérateurs sont diagonaux : les solutions de {\displaystyle {\hat {H}}} sont donc les vecteurs propres de {\displaystyle {\hat {P}}_{12}}.
Comme {\displaystyle {{\hat {P}}_{12}}^{2}=1}, les valeurs propres de cet opérateur sont +1 ou -1. Il y a donc deux familles de solutions possibles du hamiltonien total :
Les solutions symétriques : {\displaystyle \psi (x_{1},x_{2})=\psi (x_{2},x_{1})} ; {\displaystyle x_{1}} et {\displaystyle x_{2}} étant les coordonnées (position ainsi que spin) des particules 1 et 2. C'est le cas pour les bosons ou particules de spin entier.
Les solutions antisymétriques : {\displaystyle \psi (x_{1},x_{2})=-\psi (x_{2},x_{1})}. C'est le cas pour les fermions ou particules de spin demi-entier, et donc concernées par le principe d'exclusion de Pauli.
Si on décompose la fonction d'onde totale des deux particules {\displaystyle \psi (x_{1},x_{2})} en intrication des états propres {\displaystyle \phi _{a}(x_{i})} et {\displaystyle \phi _{b}(x_{i})} de chaque particule, les solutions antisymétriques sont alors de la forme :
{\displaystyle \psi (x_{1},x_{2})=\phi _{a}(x_{1})\phi _{b}(x_{2})-\phi _{b}(x_{1})\phi _{a}(x_{2})}.
Si les particules 1 et 2 sont dans le même état quantique, alors {\displaystyle \phi _{a}=\phi _{b}}. La probabilité de trouver deux fermions identiques dans le même état quantique avec le même spin est nulle.
Ceci est le principe d'exclusion de Pauli : deux fermions identiques ne peuvent être dans le même état quantique avec le même spin.
Une autre conséquence de cette antisymétrie fait que la probabilité de trouver deux électrons de même spin à une même position instantanée est nulle, même sans supposer qu'ils occupent un même état quantique. Pour voir ceci on remarque que {\displaystyle \psi (x_{1},x_{2})} tend vers 0 quand {\displaystyle x_{1}} tend vers {\displaystyle x_{2}}.

## Stabilité de la matière
La stabilité de l'état de chaque électron d'un atome est décrite par la théorie quantique de l'atome, qui démontre que l'approche voisine d'un électron au noyau doit augmenter l'énergie cinétique de l'électron, une application du principe d'incertitude de Heisenberg. Cependant, la stabilité des grands systèmes de nombreux électrons et nombreux nucléons est une autre question, et exige le principe d'exclusion de Pauli pour son explication. Selon Elliott Lieb et aussi G. L. Sewell, ce constat peut être attribué à Freeman Dyson et A. Lenard.
Le principe d'exclusion de Pauli est responsable du fait que la matière ordinaire est stable et occupe un volume. Cette suggestion est faite d'abord en 1931 par Paul Ehrenfest, qui a remarqué que les électrons de chaque atome ne peuvent pas tous tomber dans l'orbitale de plus basse énergie et doivent alors occuper des couches de plus en plus grandes. Les atomes occupent alors un volume et ne peuvent pas être comprimés de manière trop rapprochée.
Une démonstration plus rigoureuse est fournie en 1967 par Freeman Dyson et Andrew Lenard (de), qui considèrent l'équilibre entre forces attractives (électron-noyau) et répulsives (électron-électron et noyau-noyau), et démontrent que la matière ordinaire s'effondrerait et occuperait un volume beaucoup plus petit en absence du principe de Pauli,.
En conséquence du principe de Pauli, les électrons du même spin sont éloignés les uns des autres par une interaction d'échange répulsive à courte distance, qui agit simultanément avec la force coulombienne à longue distance. Cet effet est en partie responsable pour l'observation quotidienne au monde macroscopique que deux objets solides ne peuvent pas occuper simultanément un même volume.

## Utilisation en astrophysique
En astrophysique, l'effondrement d'étoiles à neutrons, qui demande aux neutrons un même mouvement, donc une même énergie, est limité par le principe d'exclusion qui explique ainsi en partie la cohésion de ces étoiles mortes extrêmement massives, qui, autrement, devraient s'effondrer sous l'effet de la gravitation.
Cependant, lorsque l'étoile est trop massive, le principe d'exclusion ne suffit plus à empêcher l'effondrement et l'étoile devient alors un trou noir ou une étoile étrange.

## Énoncé relativiste
La version relativiste de la physique quantique prévoit l'existence de niveaux d'énergie négatifs : le principe d'exclusion permet d'expliquer pourquoi toutes les particules ne disparaissent pas dans ces niveaux-là — en effet, toute particule tend à aller vers l'état d'énergie le plus bas possible et donc devrait s'y précipiter. Si l'on considère comme le fit Dirac que tous les états d'énergie négative sont occupés par une "mer" infinie d'électrons, alors, ils ne peuvent pas être habités par d'autres fermions identiques.

## Particules échappant au principe d'exclusion
Seuls les fermions sont soumis à ce principe. Les particules indiscernables de spin entier sont des bosons et satisfont à la statistique de Bose-Einstein ; ils ne satisfont pas le principe d'exclusion de Pauli. Au contraire, on observera même un comportement « grégaire ».
Enfin, il existe des situations (particulièrement à deux dimensions), où l'on peut introduire des anyons, qui ne sont ni des fermions, ni des bosons.
D'autre part, la supersymétrie quantique associe à tout boson son supersymétrique fermion : ainsi au graviton, boson de spin 2, devrait être associé un gravitino de spin 3/2. Aujourd'hui, il n'existe encore aucune trace expérimentale de cette supersymétrie.